# Агатстон, Артур
Артур Агатстон (англ. Arthur Agatston, род. 22 января 1947) — американский кардиолог и знаменитый врач, наиболее известный как разработчик диеты Южного пляжа, а также как автор многих опубликованных научных работ в области неинвазивной диагностики сердца. Одним из результатов его научных исследований стала шкала Агатстона для измерения кальция в коронарных артериях.

## Образование
Агатстон получил степень доктора медицины в Медицинской школе Нью-Йоркского университета в 1973 году, изучал медицину внутренних органов в Медицинском центре Монтефиоре в Медицинском колледже Альберта Эйнштейна и получил стипендию по кардиологии в Нью-Йоркском университете.

## Карьера
Агатстон начал свою медицинскую карьеру в штате Медицинского центра Нью-Йоркского университета. Через год он занял должность в Медицинском центре Маунт-Синай и Институте сердца Майами в Майами-Бич, Флорида, где позже стал директором лаборатории неинвазивной кардиологии. Агатстон работает медицинским директором по вопросам здоровья и профилактики в Baptist Health South Florida и практикует в профилактической кардиологии South Beach.